# Maksym Pashayev
Maksym Vahifovych Pashayev  (em ucraniano, Максим Вагіфович Пашаєв, Krasnyi Luch, 4 de janeiro de 1988 - Gradinzhsk, 12 de dezembro de 2008) foi um futebolista ucraniano que atuava como defensor no clube Dnipro Dnipropetrovsk. Faleceu em um acidente de carro.
Nos tempos de URSS, seu nome era russificado para Maksim Vagifovich Pashayev (Максим Вагифович Пашаев, em russo).